# Święci i błogosławieni rodziny franciszkańskiej
Święci i błogosławieni rodziny franciszkańskiej − ogłoszeni przez papieży świętymi i błogosławionymi członkowie zakonnej rodziny franciszkańskiej założonej przez św. Franciszka z Asyżu.
Święto Wszystkich Świętych Zakonu Serafickiego obchodzone jest w liturgii przez członków rodziny franciszkańskiej 29 listopada. Święto to posiada własny formularz mszalny oraz teksty liturgii brewiarzowej. Wybór dnia podyktowała data zatwierdzenia reguły zakonnej przez papieża Honoriusza III w 1223.

## I Zakon

### Święci
- Franciszek z Asyżu, diakon (zm. 1226)
- Męczennicy Marokańscy (I grupa, tzw. protomęczennicy franciszkańscy):
  - Berard z Carbio, subdiakon, męczennik (zm. 1220)
  - Piotr z San Gemini, kapłan, męczennik (zm. 1220)
  - Akursjusz, brat zakonny, męczennik (zm. 1220)
  - Adjut, brat zakonny, męczennik (zm. 1220)
  - Otto, kapłan, męczennik (zm. 1220)
- Męczennicy Marokańscy (II grupa):
  - Daniel Fasanella[5], męczennik (zm. 1227)
  - Anioł z Castrovillari, męczennik (zm. 1227)
  - Samuel z Castrovillari, męczennik (zm. 1227)
  - Domuolo z Castrovillari, męczennik (zm. 1227)
  - Leon z Corigliano Calabro, męczennik (zm. 1227)
  - Hugolin z Cerisano, męczennik (zm. 1227)
  - Mikołaj z Corigliano Calabro, męczennik (zm. 1227)
- Antoni z Padwy, wyznawca, doktor Kościoła (zm. 1231)
- Bonawentura z Bagnoregio, biskup, doktor Kościoła (zm. 1274)
- Benwenut z Ankony, biskup (zm. 1282)
- Ludwik z Tuluzy, biskup (zm. 1297)
- Męczennicy jerozolimscy:
  - Mikołaj Tavelić, męczennik (zm. 1391)
  - Deodat z Rodez, męczennik (zm. 1391)
  - Piotr z Narbony, męczennik (zm. 1391)
  - Stefan z Cuneo, męczennik (zm. 1391)

### Błogosławieni
- Jan z Perugii, męczennik (zm. 1231)
- Piotr z Sassoferrato, męczennik (zm. 1231)
- Benwenut z Gubbio, wyznawca (zm. 1232)
- Bentivoglio de Bonis, wyznawca (zm. 1232)
- Peregryn z Falerone, wyznawca (zm. 1233)
- Rizzerio z Muccia, wyznawca (zm. 1236)
- Agnellus z Pizy, wyznawca (zm. 1236)
- Roger z Todi, wyznawca (zm. 1237)
- Stefan z Narbony, męczennik (zm. 1242)
- Rajmund Carbonnier, męczennik (zm. 1242)
- Gwidon z Kortony, wyznawca (zm. 1247)
- Andrzej ze Spello, wyznawca (zm. 1254)
- Liberat z Loro Piceno, wyznawca (zm. 1260)
- Gandulf z Binasco, wyznawca (zm. 1260)
- Idzi z Asyżu, wyznawca (zm. 1262)
- Benwenut Mareni z Recanati, wyznawca (zm. 1269)
- Krzysztof z Romanii, wyznawca (zm. 1272)
- Jan z Penna San Giovanni, wyznawca (zm. 1275)
- Łukasz Belludi z Padwy, wyznawca (zm. 1286)
- Franciszek ze Spoleto[6], męczennik (zm. 1288)
- Jan z Parmy, wyznawca, generał zakonu (zm. 1289)
- Konrad z Ascoli, wyznawca (zm. 1289)
- Andrzej Conti z Agnani, wyznawca (zm. 1302)
- Piotr z Treia Monticello, wyznawca (zm. 1304)
- Raniero z San Sepolcro, wyznawca (zm. 1304)
- Konrad z Offidy, wyznawca (zm. 1306)
- Jan Duns Szkot, wyznawca (zm. 1308)
- Tomasz z Tolentino, męczennik (zm. 1321)
- Franciszek z Fabriano, wyznawca (zm. 1322)
- Jan z Verna, wyznawca (zm. 1322)
- Odoryk z Pordenone, arcybiskup (zm. 1322)
- Jan z Montecorvino, arcybiskup (zm. 1328)
- Bartłomiej Pucci, wyznawca (zm. 1330)
- Gentile z Matelica, męczennik (zm. 1340)
- Gerard Cagnoli z Valenzy, wyznawca (zm. 1342)
- Julian z Valle d'Istria, wyznawca (zm. 1349)
- Jan Scalzo, wyznawca (zm. 1349)
- Sante z Montefabbri, wyznawca (zm. 1394)
- Jan z Cetina, męczennik (zm. 1397)
- Piotr z Duenas, męczennik (zm. 1397)
- Jakub Strzemię, arcybiskup (zm. 1409)
- Marek z Montegallo, kapłan (zm. 1496)

## Obserwanci

### Święci
- Bernardyn ze Sieny, wyznawca (zm. 1444)
- Piotr Regalado, wyznawca (zm. 1456)
- Jan Kapistran, wyznawca (zm. 1456)
- Dydak z Alkali, wyznawca (zm. 1463)
- Jakub z Marchii, wyznawca (zm. 1476)
- Szymon z Lipnicy, wyznawca (zm. 1482)
- Jan z Dukli, wyznawca (zm. 1484)
- Salwator z Horty, wyznawca (zm. 1567)
- Męczennicy z Gorkum:
  - Antoni z Hoornaert, męczennik (zm. 1572)
  - Antoni z Weert, męczennik (zm. 1572)
  - Franciszek Roye, męczennik (zm. 1572)
  - Gotfryd z Melveren, męczennik (zm. 1572)
  - Hieronim z Weert, męczennik (zm. 1572)
  - Korneliusz Wijk, męczennik (zm. 1572)
  - Mikołaj Pick, męczennik (zm. 1572)
  - Nikazjusz Jonson, męczennik (zm. 1572)
  - Piotr z Asche, męczennik (zm. 1572)
  - Teodoryk Endem, męczennik (zm. 1572)
  - Willad z Danii, męczennik (zm. 1572)
- Jan Goffred Jones, męczennik (zm. 1588)
- Teofil z Corte, wyznawca (zm. 1740)
- Juniper Serra, wyznawca (zm. 1784)
- Jan z Triory, męczennik (zm. 1816)
- Męczennicy z Damaszku:
  - Emanuel Ruiz, męczennik (zm. 1860)
  - Karmel Volta, męczennik (zm. 1860)
  - Askaniusz Nicanore, męczennik (zm. 1860)
  - Mikołaj Maria Alberga y Torres, męczennik (zm. 1860)
  - Piotr Soler, męczennik (zm. 1860)
  - Franciszek Pinazo d'Arpuentes, męczennik (zm. 1860)
  - Jan Jakub Fernandez, męczennik (zm. 1860)
- Męczennicy chińscy:
  - Grzegorz Grassi, biskup, męczennik (zm. 1900)
  - Franciszek Fogolla, biskup, męczennik (zm. 1900)
  - Eliasz Facchini, męczennik (zm. 1900)
  - Teodoryk Balat, męczennik (zm. 1900)
  - Andrzej Bauer, męczennik (zm. 1900)

### Błogosławieni
- Tomasz z Florencji, wyznawca (zm. 1447)
- Mateusz z Agrigento, biskup (zm. 1450)
- Herkulan z Piegaro, wyznawca (zm. 1451)
- Gabriel Ferretti, wyznawca (zm. 1456)
- Archanioł z Calatafimi, wyznawca (zm. 1460)
- Antoni ze Stroncone, wyznawca (zm. 1461)
- Marek Fantuzzi z Bolonii, wyznawca (zm. 1479)
- Pacyfik z Cerano, wyznawca (zm. 1482)
- Antoni Bonfadini z Ferrary, wyznawca (zm. 1482)
- Michał Carcano, wyznawca (zm. 1484)
- Krzysztof z Mediolanu, wyznawca (zm. 1485)
- Jakub Illirico z Bitetto, wyznawca (zm. 1485)
- Piotr z Mogliano, wyznawca (zm. 1490)
- Baltazar Ravaschieri, wyznawca (zm. 1492)
- Bernardyn z Feltre, wyznawca (zm. 1494)
- Anioł z Chivasso, wyznawca (zm. 1495)
- Marek z Montegallo, wyznawca (zm. 1496)
- Bernardyn z Fossy, wyznawca (zm. 1503)
- Wincenty z Aquili, wyznawca (zm. 1504)
- Tymoteusz z Montecchio, wyznawca (zm. 1504)
- Władysław z Gielniowa, wyznawca (zm. 1505)
- Franciszek z Calderola, wyznawca (zm. 1507)
- Idzi z Lorenzana, wyznawca (zm. 1518)
- Wawrzyniec z Villamagna, wyznawca (zm. 1535)
- Jan Forest, męczennik (zm. 1538)
- Jan Righi z Fabriano, wyznawca (zm. 1539)
- Męczennicy irlandzcy:
  - Patryk O'Healy, biskup i męczennik (zm. 1579)
  - Konrad O’Rourke, prezbiter i męczennik (zm. 1579)
- Mikołaj Factor, kapłan (zm. 1583)
- Sebastian de Aparicio z La Gudiña, wyznawca (zm. 1600)
- Julian od Świętego Augustyna, wyznawca (zm. 1606)
- Męczennicy prascy:
  - Fryderyk Bachstein, męczennik (zm. 1611)[7]
  - Jan Martínez, męczennik (zm. 1611)
  - Szymon z Pragi, męczennik (zm. 1611)
  - Bartłomiej Dalmasoni, męczennik (zm. 1611)
  - Krzysztof Zelt, męczennik (zm. 1611)
  - Jan Dydak z Pragi, męczennik (zm. 1611)
  - Emanuel z Pragi, męczennik (zm. 1611)
  - Jan Bodeo, męczennik (zm. 1611)
  - Hieronim z Pragi, męczennik (zm. 1611)
  - Kasper Daverio, męczennik (zm. 1611)
  - Jakub z Augsburga, męczennik (zm. 1611)
  - Klemens ze Szwabii, męczennik (zm. 1611)
  - Jan z Pragi, męczennik (zm. 1611)
  - Antoni z Pragi, męczennik (zm. 1611)
- Męczennicy japońscy:
  - Jan z Santa Marta, męczennik (zm. 1618)
  - Ryszard z Sant'Anna Trouvé, męczennik (zm. 1622)
  - Apolinary Franco, męczennik (zm. 1622)
  - Ludwik Sotelo, biskup, męczennik (zm. 1624)
  - Ludwik Sasada, męczennik (zm. 1624)
  - Bartłomiej Diaz Laurel, męczennik (zm. 1627)
- Tomasz z Cori, wyznawca (zm. 1729)
- Marian z Roccacasale, wyznawca (zm. 1866)
- Fryderyk Jansoone, wyznawca (zm. 1916)
- Męczennicy hiszpańskiej wojny domowej:
  - Paschalis Fortuño Almela, męczennik (zm. 1936)
  - Placyd García Gilabert, męczennik (zm. 1936)
  - Alfred Pellicer Muñoz, męczennik (zm. 1936)

## Amadeici

### Błogosławieni
- Amadeusz z Portugalii, wyznawca (zm. 1482)

## Alkantarzyści(dyskalceaci)

### Święci
- Piotr z Alkantary, wyznawca (zm. 1562)
- Paschalis Baylón, wyznawca (zm. 1592)
- Męczennicy z Nagasaki:
  - Piotr Chrzciciel Blázquez, męczennik (zm. 1597)
  - Marcin od Wniebowstąpienia a’Aguirre, męczennik (zm. 1597)
  - Franciszek Blanco, męczennik (zm. 1597)
  - Franciszek z San Michele de la Parilla, męczennik (zm. 1597)
  - Gonsalwy García, męczennik (zm. 1597)
  - Filip od Jezusa, męczennik (zm. 1597)
- Franciszek Solano, wyznawca (zm. 1619)
- Humilis z Bisignano, wyznawca (zm. 1637)
- Jan Józef od Krzyża, wyznawca (zm. 1734)
- Idzi Maria od św. Józefa, wyznawca (zm. 1812)
- Antonio Galvão de França, wyznawca (zm. 1822)

### Błogosławieni
- Andrzej Hibernon z Alcantarilla, wyznawca (zm. 1602)
- Męczennicy japońscy:
  - Piotr od Wniebowstąpienia, męczennik (zm. 1617)
  - Piotr z Avila, męczennik (zm. 1622)
  - Wincenty od św. Józefa Ramirez, męczennik (zm. 1622)
  - Franciszek od św. Bonawentury, męczennik (zm. 1622)
  - Paweł od św. Klary, męczennik (zm. 1622)
  - Franciszek Galvez, męczennik (zm. 1623)
  - Franciszek od Najświętszej Maryi Panny, męczennik (zm. 1627)
  - Antoni od św. Franciszka, męczennik (zm. 1627)
  - Antoni od św. Bonawentury, męczennik (zm. 1628)
  - Dominik od św. Franciszka z Nagasaki, męczennik (zm. 1628)
  - Gabriel od św. Magdaleny, męczennik (zm. 1632)
- Modest od Jezusa, wyznawca (zm. 1854)

## Reformaci

### Święci
- Benedykt Massari, wyznawca (zm. 1589)
- Karol z Sezze, wyznawca, brat zakonny (zm. 1670)
- Pacyfik z San Severino, wyznawca (zm. 1721)
- Leonard z Porto Maurizio, wyznawca (zm. 1751)
- Ludwik z Casorii, wyznawca (zm. 1885)
- Antoni Fantosati, męczennik (zm. 1900)
- Józef Gambaro, męczennik (zm. 1900)
- Cezydiusz Giacomantonio, męczennik (zm. 1900)

### Błogosławieni
- Jan de Prado, męczennik (zm. 1631)
- Bonawentura z Barcelony, wyznawca (zm. 1684)
- Liberat Weiss, męczennik (zm. 1716)
- Michał Pius Fasoli, męczennik (zm. 1716)
- Samuel Marzorati, męczennik (zm. 1716)
- Leopold z Gaiche, wyznawca (zm. 1815)
- Engelbert Kolland, męczennik (zm. 1860)
- Salwator Lilli, męczennik (zm. 1895)

## Rekolekci

### Święci
- Jan Wall, męczennik (zm. 1679)

### Błogosławieni
- Tomasz (Jan Chrzciciel) Bullaker, męczennik (zm. 1642)
- Henryk Heath (Paweł do św. Magdaleny), męczennik (zm. 1643)
- Artur (Franciszek) Bell, męczennik (zm. 1643)
- Jan Woodcock (Marcin od św. Feliksa), męczennik (zm. 1646)
- Karol Meehan, męczennik (zm. 1679)

## Po zjednoczeniu w 1897

### Święci
- Víctor Chumillas Fernández[8], męczennik (zm. 1936)
- Ángel Hernández-Ranera de Diego, męczennik (zm. 1936)
- Domingo Alonso de Frutos, męczennik (zm. 1936)
- Martín Lozano Tello, męczennik (zm. 1936)
- Julián Navío Colado, męczennik (zm. 1936)
- Benigno Prieto del Pozo, męczennik (zm. 1936)
- Marcelino Ovejero Gómez, męczennik (zm. 1936)
- José de Vega Pedraza, męczennik (zm. 1936)
- José Álvarez Rodríguez, męczennik (zm. 1936)
- Santiago Maté Calzada, męczennik (zm. 1936)
- Andrés Majadas Málaga, męczennik (zm. 1936)
- Alfonso Sánchez Hernández-Ranera, męczennik (zm. 1936)
- Anastasio González Rodríguez, męczennik (zm. 1936)
- Félix Maroto Moreno, męczennik (zm. 1936)
- Federico Herrera Bermejo, męczennik (zm. 1936)
- Antonio Rodrigo Antón, męczennik (zm. 1936)
- Saturnino Río Rojo, męczennik (zm. 1936)
- Ramón Tejado Librado, męczennik (zm. 1936)
- Vicente Majadas Málaga, męczennik (zm. 1936)
- Valentín Díez Serna, męczennik (zm. 1936)
- Félix Gómez-Pinto Piñero, męczennik (zm. 1936)
- Perfecto Carrascosa Santos, męczennik (zm. 1936)

### Błogosławieni
- Narcyz Turchan[9], męczennik (zm. 1942)
- Krystyn Gondek, męczennik (zm. 1942)
- Marcin Oprządek, męczennik (zm. 1942)
- Brunon Zembol, męczennik (zm. 1942)
- Anastazy Pankiewicz, męczennik (zm. 1942)
- Klaudiusz Granzotto, wyznawca (zm. 1947)
- Serafin Koda, męczennik (zm. 1947)
- Gabriele Allegra, wyznawca (zm. 1976)

## Bracia mniejsi konwentualni

### Święci
- Józef z Kupertynu, wyznawca (zm. 1663)
- Franciszek Antoni Fasani, wyznawca (zm. 1742)
- Maksymilian Kolbe, męczennik (zm. 1941)

### Błogosławieni
- Franciszek Zirano, męczennik (zm. 1603)
- Bonawentura z Potenzy, wyznawca (zm. 1711)
- Rafał Chyliński, wyznawca (zm. 1741)
- Antoni Lucci, biskup (zm. 1752)
- Jan Franciszek Burté, męczennik (zm. 1792)
- Jan Chrzciciel Triquerie, męczennik (zm. 1794)
- Ludwik Armand Adam, męczennik (zm. 1794)
- Mikołaj Savouret, męczennik (zm. 1794)
- Alfons López López, męczennik (zm. 1936)
- Michał Remón Salvador, męczennik (zm. 1936)
- Dionizy Wincenty Ramos, męczennik (zm. 1936)
- Piotr Rivera Rivera, męczennik (zm. 1936)
- Modest Vegas Vegas, męczennik (zm. 1936)
- Innocenty Guz, męczennik (zm. 1940)
- Antonin Bajewski, męczennik (zm. 1941)
- Pius Bartosik, męczennik (zm. 1941)
- Bonifacy Żukowski, męczennik (zm. 1942)
- Tymoteusz Trojanowski, męczennik (zm. 1942)
- Achilles Puchała, męczennik (zm. 1943)
- Michał Tomaszek, męczennik (zm. 1991)
- Zbigniew Strzałkowski, męczennik (zm. 1991)

### Bracia mniejsi kapucyni

#### Święci
- Feliks z Cantalice, wyznawca (zm. 1587)
- Serafin z Montegranaro, wyznawca (zm. 1604)
- Józef z Leonessy, wyznawca (zm. 1612)
- Wawrzyniec z Brindisi, wyznawca (zm. 1619)
- Fidelis z Sigmaringen, męczennik (zm. 1622)
- Bernard z Corleone, wyznawca (zm. 1667)
- Kryspin z Viterbo, wyznawca (zm. 1750)
- Ignacy z Santhià, wyznawca (zm. 1770)
- Ignacy z Lakoni, wyznawca (zm. 1781)
- Feliks z Nikozji, wyznawca (zm. 1787)
- Franciszek Maria z Camporosso, wyznawca (zm. 1866)
- Konrad z Parzham, wyznawca (zm. 1894)
- Leopold Mandić, wyznawca (zm. 1942)
- Pio z Pietrelciny, wyznawca (zm. 1968)

#### Błogosławieni
- Benedykt z Urbino, wyznawca (zm. 1625)
- Jeremiasz z Wołoszczyzny, wyznawca (zm. 1625)
- Tomasz Acerbis, wyznawca (zm. 1631)
- Agatanioł z Vendôme, męczennik (zm. 1638)
- Kasjan z Nantes, męczennik (zm. 1638)
- Bernard z Offidy, wyznawca (zm. 1694)
- Marek z Aviano, wyznawca (zm. 1699)
- Anioł z Acri, wyznawca (zm. 1739)
- Apolinary z Posat, męczennik (zm. 1792)
- Jan Alojzy Loir z Besançon, męczennik (zm. 1794)
- Sebastian François z Nancy, męczennik (zm. 1794)
- Protazy Bourbon z Seéz, męczennik (zm. 1794)
- Dydak z Kadyksu, wyznawca (zm. 1801)
- Józef Tous y Soler, kapłan (zm. 1871)
- Innocenty z Berzo, wyznawca (zm. 1890)
- Arseniusz z Trigolo, wyznawca (zm. 1909)
- Honorat Koźmiński, wyznawca (zm. 1916)
- Ambroży z Benaguacil, męczennik (zm. 1936)
- Andrzej Jacek Longhin, biskup (zm. 1936)
- Aureliusz z Vinalesy, męczennik (zm. 1936)
- Bernard z Lugar Nuevo de Fenollet, męczennik (zm. 1936)
- Bonawentura z Puzol, męczennik (zm. 1936)
- Fidelis z Puzol, męczennik (zm. 1936)
- German z Carcagente, męczennik (zm. 1936)
- Henryk z Almazora, męczennik (zm. 1936)
- Jakub (Santiago) z Rafelbuñol, męczennik (zm. 1936)
- Joachim z Albocácer, męczennik (zm. 1936)
- Modest z Albocácer, męczennik (zm. 1936)
- Józef Maria z Manili (zm. 1936)
- Pacyfik z Walencji, męczennik (zm. 1936)
- Piotr z Benisy, męczennik (zm. 1936)
- Fryderyk z Berga, męczennik (zm. 1937)
- Anicet Kopliński, męczennik (zm. 1941)
- Fidelis Chojnacki, męczennik (zm. 1942)
- Florian Stępniak, męczennik (zm. 1942)
- Henryk Krzysztofik, męczennik (zm. 1942)
- Symforian Ducki, męczennik (zm. 1942)
- Jakub z Ghaziru, wyznawca (zm. 1954)
- Leopold z Alpandeire, wyznawca (zm. 1956)
- Solanus Casey, wyznawca (zm. 1957)
- Mikołaj da Gesturi, wyznawca (zm. 1958)

## II Zakon

### Klaryski

#### Święte
- Klara z Asyżu, dziewica (zm. 1253)
- Agnieszka z Asyżu, dziewica (zm. 1253)
- Agnieszka Czeska, dziewica (zm. 1282)
- Kinga, dziewica (zm. 1292)
- Koleta z Corbie, dziewica, koletanka (zm. 1447)
- Katarzyna de Vigri z Bolonii, dziewica (zm. 1463)
- Eustochia Esmeralda Calafato, dziewica (zm. 1485)
- Kamila Baptysta Varano, dziewica (zm. 1524)
- Weronika Giuliani, dziewica, kapucynka (zm. 1727)

#### Błogosławione
- Helena Enselmini z Padwy, dziewica (zm. 1231)
- Filipina Mareri, dziewica (zm. 1236)
- Amata z Asyżu (zm. 1254)
- Balbina z Asyżu (zm. 1254)
- Salomea z Krakowa, dziewica (zm. 1268)
- Izabela Francuska, dziewica (zm. 1270)
- Małgorzata Colonna, dziewica (zm. 1280)
- Jolenta Helena, wdowa (zm. 1298)
- Macieja Nazzarei, dziewica (zm. ok. 1320)
- Klara z Rimini, wdowa (zm. 1326)
- Petronela z Troyes (zm. 1355)
- Felicja Meda, dziewica (zm. 1444)
- Antonia z Florencji, wdowa (zm. 1472)
- Serafina Sforza, wdowa (zm. 1478)
- Ludwika z Sabaudii, wdowa (zm. 1503)
- Paula Montaldi z Mantui, dziewica (zm. 1514)
- Małgorzata Lotaryńska, wdowa (zm. 1521)
- Maria Aniela Astorch, dziewica, kapucynka (zm. 1665)
- Maria Magdalena Martinengo, dziewica (zm. 1737)
- Maria Krucyfiksa Satellico, dziewica (zm. 1745)
- Floryda Cevoli, dziewica, kapucynka (zm. 1767)
- Józefina Leroux, dziewica, męczennica (zm. 1794)
- Maria Celina od Ofiarowania Najświętszej Maryi Panny, dziewica (zm. 1897)
- Izabela Calduch Rovira, dziewica, męczennica, kapucynka (zm. 1936)
- Maria Milagros Ortells Gimeno, dziewica, męczennica, kapucynka (zm. 1936)
- Maria Felicyta Masiá Ferragut, dziewica, męczennica, kapucynka (zm. 1936)
- Maria Weronika Masia Ferragut, dziewica, męczennica, kapucynka (zm. 1936)
- Maria Wincencja Masia Ferragut, dziewica, męczennica, kapucynka (zm. 1936)
- Maria Teresa od Dzieciątka Jezus, dziewica, męczennica, kapucynka (zm. 1941)

### Koncepcjonistki

#### Święte
- Beatrycze z Silvy, dziewica (zm. ok. 1492)

### Anuncjatki

#### Święte
- Joanna de Valois, wdowa (zm. 1505)

## III Zakon

### Trzeci Zakon Regularny

#### Święci
- Hiacynta Mariscotti, dziewica, franciszkanka (zm. 1640)
- Maria Krescencja Höss z Kaufbeuren, dziewica (zm. 1744)
- Albert Chmielowski, albertyn (zm. 1916)

#### Błogosławieni
- Jan Cini della Pace, wyznawca (zm. ok. 1340)
- Łucja z Caltagirone, dziewica (zm. ok. 1400)
- Elżbieta z Reute, dziewica (zm. 1420)
- Angelina Marsciano, wdowa (zm. 1435)
- Jan Hieronim Yo de Torres, męczennik (zm. 1632)
- Krzysztof od św. Katarzyny (zm. 1690)
- Seweryn Girault, męczennik (zm. 1792)

### Zgromadzenia żeńskie

#### Święte
- Aniela Merici OFS, założycielka urszulanek (zm. 1540)
- Aniela od Krzyża HCC, dziewica (zm. 1932)
- Maria Hermina Grivot FMM, dziewica, męczenniczka (zm. 1900)
- Maria Adolfina Dierkx FMM, dziewica, męczenniczka (zm. 1900)
- Maria Giuliani FMM, dziewica, męczenniczka (zm. 1900)
- Maria Amandyna Jeuris FMM, dziewica, męczenniczka (zm. 1900)
- Maria Kerguin FMM, dziewica, męczenniczka (zm. 1900)
- Maria Klara Nanetti FMM, dziewica, męczenniczka (zm. 1900)
- Maria Anna Moreau FMM, dziewica, męczenniczka (zm. 1900)
- Marianna Cope OFS, dziewica, misjonarka (zm. 1918)
- Maria Bernarda Bütler OSF, dziewica (zm. 1924)
- Alfonsa Muttathupadathu OCPA, dziewica, klaryska (zm. 1946)

#### Błogosławione
- Elżbieta Vendramini STFE, dziewica, elżbietanka (zm. 1860)
- Maria Franciszka Schervier SPSF, dziewica (zm. 1876)
- Maria Cabanillas OFS, dziewica (zm. 1885)
- Maria Ana Mogas Fontcuberta FMMDP, dziewica (zm. 1886)
- Katarzyna Troiani FCIM, dziewica (zm. 1887)
- Maria Teresa Scherer SCSC, dziewica (zm. 1888)
- Maria Angela Truszkowska CSSF, dziewica (zm. 1899)
- Franciszka Siedliska CSFN, dziewica (zm. 1902)
- Maria Franciszka Rubatto SCMR, dziewica (zm. 1904)
- Helena Maria de Chappotin FMM, dziewica (zm. 1904)
- Maria Assunta Pallota FMM, dziewica (zm. 1905)
- Maria Róża Flesch FBMVA, fundatorka (zm. 1908)
- Ulryka Franciszka Nisch SCSC, dziewica (zm. 1913)
- Maria Anna Caiani MSC, dziewica (zm. 1921)
- Maria Dominika Mantovani PSSF, dziewica (zm. 1934)
- María Caridad Brader FMI, dziewica (zm. 1934)
- Bernardyna Maria Jabłońska CSAPI, dziewica, albertynka (zm. 1940)
- Maria Restituta Kafka SFCC, dziewica, męczenniczka (zm. 1943)
- Zdenka Schelingová SCSC, dziewica (zm. 1955)
- Maria Petković CFM, dziewica (zm. 1966)
- Rani Maria Vattalil FCC, męczennica (zm. 1995)

### Franciszkański Zakon Świeckich

#### Święci
- Elżbieta z Turyngii OFS, wdowa (zm. 1231)
- Róża z Viterbo OFS, dziewica (zm. 1251)
- Ferdynand III Kastylijski OFS, laik (zm. 1252)
- Ludwik IX Kapetyng OFS, laik (zm. 1270)
- Małgorzata z Kortony OFS, rekluza (zm. 1297)
- Amato Ronconi z Saludecio OFS, wyznawca (zm. ok. 1300)
- Iwo z Bretanii OFS, laik (zm. 1303)
- Aniela z Foligno OFS, wdowa (zm. 1309)
- Elzear z Sabran OFS, laik (zm. 1323)
- Roch z Montpellier, laik (zm. 1327)
- Elżbieta Portugalska OFS, wdowa (zm. 1336)
- Konrad z Piacenzy OFS, pustelnik (zm. 1351)
- Brygida Szwedzka OSSS, wdowa (zm. 1381)
- Katarzyna z Genui OFS, dziewica (zm. 1510)
- Tomasz Morus OFS, laik (zm. 1535)
- Karol Boromeusz OFS, arcybiskup (zm. 1584)
- Paweł Suzuki OFS, laik, męczennik (zm. 1597)
- Gabriel z Duisko OFS, laik, męczennik (zm. 1597)
- Jan Kinoya OFS, laik, męczennik (zm. 1597)
- Tomasz Dangi OFS, laik, męczennik (zm. 1597)
- Franciszek z Meako OFS, laik, męczennik (zm. 1597)
- Tomasz Kozaki OFS, laik, męczennik (zm. 1597)
- Joachim Sakakibara OFS, laik, męczennik (zm. 1597)
- Bonawentura z Meako OFS, laik, męczennik (zm. 1597)
- Leon Karasuma OFS, laik, męczennik (zm. 1597)
- Maciej z Meako OFS, laik, męczennik (zm. 1597)
- Antoni z Nagasaki OFS, laik, męczennik (zm. 1597)
- Ludwik Ibaraki OFS, laik, męczennik (zm. 1597)
- Paweł Ibaraki OFS, laik, męczennik (zm. 1597)
- Michał Kozaki OFS, laik, męczennik (zm. 1597)
- Piotr Sukejirō OFS, laik, męczennik (zm. 1597)
- Kosma Takeya OFS, laik, męczennik (zm. 1597)
- Franciszek Fahelante OFS, laik, męczennik (zm. 1597)
- Joanna de Chantal VSM, wdowa, wizytka (zm. 1641)
- Marianna de Paredes y Flores OFS, wdowa (zm. 1645)
- Piotr de Betancur OFS, laik (zm. 1667)
- Maria Franciszka od Pięciu Ran Jezusa OFS, dziewica (zm. 1791)
- Józef Benedykt Cottolengo OFS, kapłan (zm. 1842)
- Maria Magdalena Postel OFS, dziewica (zm. 1846)
- Wincenta Gerosa OFS, dziewica (zm. 1847)
- Wincenty Pallotti SAC, kapłan (zm. 1850)
- Emilia de Vialar SJA, dziewica (zm. 1856)
- Jan Maria Vianney OFS, kapłan (zm. 1859)
- Józef Cafasso OFS, kapłan (zm. 1860)
- Maria Józefa Rossello FDM, dziewica (zm. 1880)
- Jan Bosko SDB, kapłan (zm. 1888)
- Katarzyna Volpicelli OFS, dziewica (zm. 1894)
- Jan Zhang Huan OFS, seminarzysta, męczennik (zm. 1900)
- Patryk Dong Bodi OFS, seminarzysta, męczennik (zm. 1900)
- Jan Wang Rui OFS, seminarzysta, męczennik (zm. 1900)
- Filip Zhang Zhihe OFS, seminarzysta, męczennik (zm. 1900)
- Jan Zhang Jingguang OFS, seminarzysta, męczennik (zm. 1900)
- Tomasz Shen Jihe OFS, laik, męczennik (zm. 1900)
- Szymon Qin Chunfu OFS, katechista, męczennik (zm. 1900)
- Piotr Wu Anbang OFS, laik, męczennik (zm. 1900)
- Franciszek Zhang Rong OFS, laik, męczennik (zm. 1900)
- Mateusz Feng De (Maciej) OFS, neofita, męczennik (zm. 1900)
- Piotr Zhang Banniu OFS, laik, męczennik (zm. 1900)
- Szymon Chen Ximan OFS, męczennik (zm. 1900)
- Pius X OFS, papież (zm. 1914)
- Alojzy Guanella OFS, kapłan (zm. 1915)
- Franciszka Ksawera Cabrini MSC, dziewica (zm. 1917)
- Anna Schäffer OFS, dziewica (zm. 1925)
- Alojzy Orione FDP, kapłan (zm. 1940)
- Jan XXIII OFS, papież (zm. 1963)

#### Błogosławieni
- Werdiana Attavanti z Castelfiorentino OFS, dziewica (zm. 1242)
- Humiliana Cerchi OFS, wdowa (zm. 1249)
- Luchezjusz z Poggibonsi OFS, wyznawca (zm. 1260)
- Gerard z Villamagna OFS, wyznawca (zm. ok. 1270)
- Novellone z Faenzy OFS, wyznawca (zm. 1280)
- Piotr ze Sieny OFS, wyznawca (zm. 1289)
- Bertold z San Gimignano OFS, kapłan (zm. 1300)
- Jakub Kwestarz OFS, męczennik (zm. 1304)
- Jan Pelingotto z Urbino OFS, wyznawca (zm. 1304)
- Joanna z Signa OFS, dziewica (zm. 1307)
- Krystiana Menabuoi OFS, dziewica (zm. 1310)
- Rajmund Llull OFS, męczennik (zm. 1316)
- Wiwald z San Gimignano OFS, wyznawca (zm. 1320)
- Piotr Crisci z Foligno OFS, wyznawca (zm. 1323)
- Franciszek Zanfredini z Pesaro OFS, wyznawca (zm. 1350)
- Michalina z Pesaro OFS, wdowa (zm. 1356)
- Delfina z Glandèves OFS, dziewica (zm. 1360)
- Karol de Blois OFS, wyznawca (zm. 1364)
- Jan Saziari z Cagli OFS, wyznawca (zm. 1372)
- Hugolin Magalotti OFS, wyznawca (zm. 1373)
- Dorota z Mątowów OFS, wdowa (zm. 1394)
- Oddino Barotti OFS, kapłan (zm. 1400)
- Wilhelm z Noto OFS, pustelnik (zm. 1404)
- Joanna Maria z Maille OFS, wdowa (zm. 1414)
- Piotr Gambacorta z Pizy OFS, wyznawca (zm. 1435)
- Mikołaj z Forca Palena OFS, wyznawca (zm. 1449)
- Paula Gambara Costa OFS, wdowa (zm. 1515)
- Ludwika Albertoni OFS, wdowa (zm. 1533)
- Hipolit Galantini OFS, wyznawca (zm. 1619)
- Leon Satzuma OFS, męczennik (zm. 1622)
- Łucja de Freitas OFS, wdowa (zm. 1622)
- Ludwik Baba OFS, męczennik (zm. 1624)
- Kacper Vaz OFS, męczennik (zm. 1627)
- Maria Vaz OFS, męczenniczka (zm. 1627)
- Tomasz Jinemon OFS, męczennik (zm. 1627)
- Franciszek Kuhyōe OFS, męczennik (zm. 1627)
- Michał Kizaemon OFS, męczennik (zm. 1627)
- Łukasz Kiemon OFS, męczennik (zm. 1627)
- Ludwik Matsuo Soemon OFS, męczennik (zm. 1627)
- Caio Jiemon OFS, męczennik (zm. 1627)
- Marcin Gómez OFS, męczennik (zm. 1627)
- Tomasz Tzugi OFS, męczennik (zm. 1627)
- Ludwik Maki OFS, męczennik (zm. 1627)
- Jan Maki OFS, męczennik (zm. 1627)
- Ludwik Nihachi OFS, męczennik (zm. 1628)
- Jan Tomachi OFS, męczennik (zm. 1628)
- Dominik Tomachi OFS, męczennik (zm. 1628)
- Michał Tomachi OFS, męczennik (zm. 1628)
- Paweł Tomachi OFS, męczennik (zm. 1628)
- Mateusz Alvarez Anjin OFS, męczennik (zm. 1628)
- Michał Yamada Kasahashi OFS, męczennik (zm. 1628)
- Wawrzyniec Yamada OFS, męczennik (zm. 1628)
- Rajmund z Omura OFS, męczennik (zm. 1628)
- Łucja Omura OFS, wdowa, męczennica (zm. 1628)
- Piotr z Senday OFS, męczennik (zm. 1630)
- Tomasz Sakujiro OFS, męczennik (zm. 1630)
- Hieronim od Krzyża Iyo OFS, męczennik (zm. 1632)
- Piotr od św. Józefa de Betancur OFS, wyznawca (zm. 1667)
- Maria Magdalena od Wcielenia OFS, dziewica (zm. 1824)
- Franciszka Anna Cirer Carbonell OFS, dziewica (zm. 1855)
- Ignacy Falzon OFS, kleryk (zm. 1865)
- Pius IX OFS, papież (zm. 1877)
- Antoni Chevrier OFS, wyznawca (zm. 1879)
- Maria del Transito od Jezusa Sakramentalnego OFS, dziewica (zm. 1885)
- Małgorzata Bays OFS, dziewica (zm. 1888)
- Józef Tovini OFS, wyznawca (zm. 1897)
- Guntard Ferrini OFS, wyznawca (zm. 1902)
- Edward Józef Rosaz OFS, biskup (zm. 1903)
- Marceli Spínola y Maestre OFS, biskup (zm. 1906)
- Emanuel Domingo y Sol OFS, wyznawca (zm. 1909)
- Andrzej Ferrari OFS, biskup (zm. 1921)
- Aniela Salawa OFS, dziewica (zm. 1922)
- Józef Nascimbeni OFS, wyznawca (zm. 1922)
- Eurozja Fabris Barban CM, wyznawczyni (zm. 1932)
- Piotr Bonilli OFS, kapłan (zm. 1933)
- Zefiryn Giménez Malla OFS, męczennik (zm. 1936)
- Wiktoria Quintana Argos OFS, męczenniczka (zm. 1936)
- Maria Fenollosa Alcaina OFS, męczenniczka (zm. 1936)
- Emanuela Fernández Ibero OFS, męczenniczka (zm. 1936)
- Bernardyna Maria Jabłońska CSAPI, dziewica (zm. 1940)
- Lucjan Botovasoa OFS, męczennik (zm. 1947)
- Weronika Antal OFS, dziewica (zm. 1958)

### Bractwo paska (cordigeri)

#### Święci
- Franciszek Salezy, biskup (zm. 1622)
- Józef Kalasanty SchP, kapłan (zm. 1648)
- Benedykt Józef Labre OFS, wyznawca (zm. 1783)
- Bernadeta Soubirous SCICN, dziewica (zm. 1879)